# Hinnerk (Zeitschrift)
Hinnerk ist ein in Hamburg erscheinendes queeres Stadtmagazin, das inhaltlich auch Hannover und Bremen abdeckt. Anfänglich, seit November 1993 bis 1996, wurde es noch unregelmäßig als Beilage der Zeitschrift Magnus verteilt. Bis 2019 erschien der Titel monatlich, mittlerweile wird es alle zwei Monate veröffentlicht.
Der hinnerk ist in Hamburg, Hannover und Bremen gratis zu erhalten. Der regionale Veranstaltungskalender sowie der sog. Scout im Magazin wurden 2021 eingestellt. Laut IVW erscheint der hinnerk zusammen mit GAB (Frankfurt) und rik (Köln) mit einer Gesamtauflage von ca. 64.310 Exemplaren (IVW Q4/2019). 
Das Heft wurde 1992 von den Hamburger Studenten Werner Hinzpeter und Burkhard Knopke entwickelt und erschien zunächst im Berliner Magnus-Verlag. Nach dessen Konkurs 1995 erschien der hinnerk erst im Hamburger hinnerk-Verlag, später bei GSL Media UG. Chefredakteure waren Werner Hinzpeter (1993 bis 1994), Burkhard Knopke (1994 bis 2000), Jörg Rowohlt (2000 bis 2003) und Stefan Mielchen (2003 bis 2011). Bis Mai 2013 übernahm Christian Ewert diese Aufgabe. Unter neuer Herausgeberschaft folgte Michael Rädel.
Die Geschäftsräume befanden sich zwischen 2013 und 2018 in der Greifswalder Straße in Hamburg-St. Georg. Ab 2018 wurden die Geschäftsräume zum Verlagshaus nach Berlin verlegt.
Zusammen mit den Magazinen Leo (München), Siegessäule (Berlin), FLASH (Köln) und FRESH (Ruhrgebiet/Düsseldorf) bildete hinnerk bis Mai 2013 unter dem Namen Publigayte einen Verbund schwuler Metropolenmagazine.
Im Mai 2013 übernahm die blu-Mediengruppe aus Berlin die im Hinnerk-Verlag erscheinenden Magazine Hinnerk und Leo. Mit der Übernahme wurde das Verbreitungsgebiet wieder auf Hannover und Bremen ausgeweitet.